# Lookout Mountain, Lookout Sea
Lookout Mountain, Lookout Sea è il sesto e ultimo album in studio del gruppo musicale statunitense Silver Jews, pubblicato nel 2008.

## Tracce
Testi e musiche di David Berman, eccetto dove indicato.
1. What Is Not but Could Be If – 3:08
2. Aloysius, Bluegrass Drummer – 1:54
3. Suffering Jukebox – 4:21
4. My Pillow Is the Threshold – 3:52
5. Strange Victory, Strange Defeat – 2:44
6. Open Field – 2:39 (Maher Shalal Hash Baz)
7. San Francisco B.C. – 6:15
8. Candy Jail – 2:30
9. Party Barge – 2:55
10. We Could Be Looking for the Same Thing – 3:35